# لاک‌پشت جعبه‌ای آمبوینا
لاک پشت جعبه‌ای آمبوینا یا لاک پشت جعبه‌ای جنوب شرقی آسیا (Cuora amboinensis) گونه‌ای از لاک پشت‌های جعبه‌ای آسیایی است.

## شرح
این لاک پشت‌ها دارای پوسته‌های قهوه‌ای مایل به سیاه تا قهوه‌ای زیتونی هستند که مانند بسیاری از لاک پشت‌های جعبه‌ای دیگر تزئین نشده‌است. همگی دارای یک سر زیتونی مایل به سیاه با سه نوار زرد در کنار آن هستند. نر را می‌توان با شکل کمی مقعر لاک تشخیص داد. الگوی خاصی برای ظاهر زیر شکم‌ها برای هر دو جنس وجود ندارد. تنها راه واقعی برای تشخیص سن این است که بافت پوست را حدس بزنید، زیرا حلقه‌های رشد به‌طور نامنظم شکل می‌گیرند.
چهار زیرگونه وجود دارد که در درجه اول با تفاوت در رنگ و شکل پشت‌لاک متمایز می‌شوند:
- لاک پشت جعبه والاس - جزایر شرقی اندونزی: جزیره آمبون، سولاوسی، مولوکاها، بورو، سرام و تیمور شرقی و جزایر کوچکتر در منطقه.
- لاک پشت جعبه‌ای اندونزی غربی (شوایگر، ۱۸۱۲)[۴] - جزایر جنوبی اندونزی: سوماترا، جاوا، بالی و سومبوا.
- لاک پشت جعبه مالایا یا گنبدی شکل لاک پشت جعبه مالایا (راملر و فریتز، ۱۹۹۱)[۴] سرزمین اصلی هندوچین (ویتنام جنوبی و مرکزی، جنوب لائوس و کامبوج)، تایلند (پهانگ نگا و غیره)، سنگاپور و سرزمین اصلی مالزی و بورنئو.
- لاک پشت جعبه‌ای برمه (مک کورد و فیلیپن، ۱۹۹۸)[۴] - میانمار.

## نگارخانه

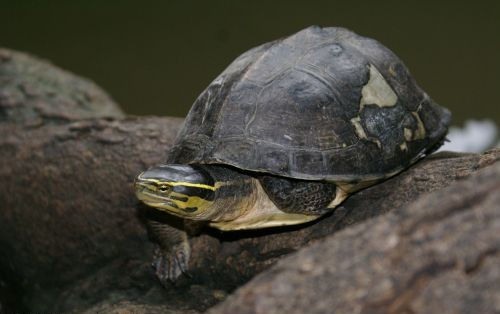
لاک‌پشت جعبه‌ای آمبوینا کاماروما از تایلند
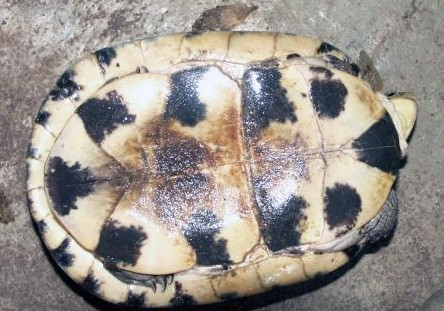
لاک‌پشت جعبه‌ای آمبوینا کاماروما پلاسترون
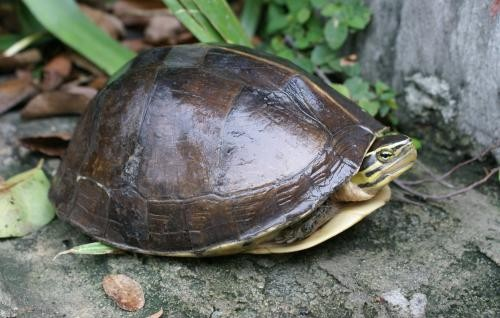
لاک‌پشت جعبه‌ای آمبوینا از میانمار
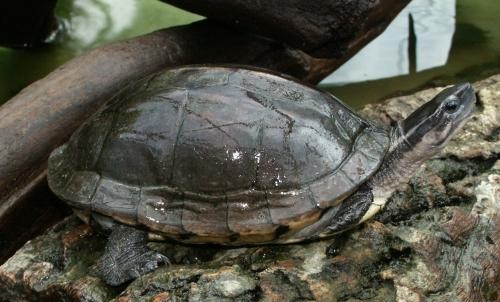
لاک‌پشت جعبه‌ای آمبوینا جمعیت فیلیپین از Leyte